# L'Histoire de Scrotie McMorvoburnes
L'Histoire de Scrotie McMorvoburnes est le second épisode de la saison 14 de la série télévisée South Park.

## Synopsis
Les enfants doivent lire L'Attrape-cœurs de J. D. Salinger, un livre controversé. Ne comprenant pas pourquoi ce livre est considéré comme choquant, Stan, Kyle, Cartman et Kenny décident d'écrire leur propre « ouvrage controversé ». 
Quand la mère de Stan découvre accidentellement leur manuscrit, les enfants redoutant des représailles, accusent Butters d'en être l'auteur. Malheureusement pour eux, et contre toute attente, les parents, après avoir lu le livre, qualifient celui-ci de véritable « chef-d'œuvre ». La bande tente alors, tant bien que mal, de leur faire comprendre que ce sont eux qui ont écrit le livre, mais en vain. Butters, quant à lui, est convaincu d'être le seul et véritable auteur.
À l'école, le groupe cherche à intimider Butters en l'accusant d'avoir usurpé leur idée. Cependant, ce dernier se défend et ne se laisse pas impressionner : il rappelle à ses amis, qu'ils l'ont souvent entraîné dans des situations embarrassantes dans le passé, et que cette fois, il refuse de les écouter.
Pour se venger de Butters et l'empêcher de toucher les droits d'auteur associés à la vente du best-seller, les enfants se rendent devant la justice avec l'actrice Sarah Jessica Parker (qui subit beaucoup de moqueries dans le livre) pour exiger l'interdiction immédiate de la publication de l'ouvrage attribué à Butters. Ils perdent cependant leur procès. 
Grisé par son succès, Butters fait alors publier un deuxième livre (qu'il écrit lui-même, cette fois). Mais, à la suite de cette seconde publication, sa gloire est ternie par un terrible fait divers après qu'un de ses lecteurs a déclenché un massacre au cours d'une émission de téléréalité. C'est ainsi que ses deux livres sont définitivement retirés des ventes. Butters retrouve alors son personnage habituel de «raté»[évasif].